# Lars Johan Igelström
Lars Johan Igelström, född 10 februari 1822 på Yngshyttan vid Persberg, död 15 maj 1897 på Gräs, Sunnemo socken, Värmland, var en svensk mineralog.
Igelström genomgick 1841-42 Filipstads bergsskola, blev efter några års arbete i Finland e.o. stipendiat i Jernkontoret samt kvarstod som sådan till 1857. Han var även lärare i kemi och mineralogi vid bergsskolan i Filipstad samt tjänstgjorde 1858 som extra geolog vid den då nyinrättade Sveriges geologiska undersökning (SGU) och gjorde då det märkliga fyndet av det första exemplaret av Yoldia arctica i östra Sverige.
Han bosatte sig 1859 på fädernegården vid Persberg och flyttade 1871 som lantbrukare till Gräs. Under somrarna reste han runt till gruvfälten i Värmland, och under vintrarna analyserade han sina fynd. Bland hans mineralupptäckter kan nämnas pyrekroit, gediget bly, monimolit, manganofyll från Pajsberg, pyroaurit från Långban, manganepidot och plumboferrit från Jakobsberg samt diadelfit och hemafibrit från Nordmarken. Han upptäckte även (1866) den på sin tid mycket uppmärksammade bituminösa gnejsen vid Nullaberget i Östmarks socken, Värmland.
Igelström beskrev sina fynd i in- och utländska facktidskrifter, men då han i det stora hela var autodidakt och endast hade den kemiska analysen och mineralens yttre egenskaper att stödja sig på samt icke var bevandrad i kristallografin och den på den tiden uppblomstrande kristalloptiken, kunde några av de mineralspecies, vilka han uppställde som nya, inte bestå inför kritiken. Hans arbete var dock ett avsevärt tillskott till kännedomen om de i Sverige förekommande mineralen och så mycket mera beaktansvärt, som det utfördes med ringa materiella tillgångar på en avlägsen bondgård. Han författade också ett par läroböcker i mineralogi samt allmänna redogörelser för mineral- och malmförekomster. Praktisk betydelse hade hans undersökningar av manganmineralen, hausmannit och braunit, och manganmalmerna i Värmland, och han visade, att dessa malmer, som förr kastats bort på varphögarna, var av stort värde; de fick också stor användning i järntillverkningen.